# パブロ・ゴンサウベス・マイア・フォルトゥナート
パブロ・ゴンサウベス・マイア・フォルトゥナート（Pablo Gonçalves Maia Fortunato, 2002年1月10日 - ）は、ブラジルのミナスジェライス州ブラソポリス出身のプロサッカー選手。カンピオナート・ブラジレイロ・セリエAのサンパウロFC所属。ポジションはミッドフィールダー。ブラジル代表。

## 経歴
2022年にサンパウロFCでプロデビューした。

## 代表歴
2024年3月にブラジル代表に初招集され、イングランドとの親善試合に出場してA代表デビューした。

## 個人成績

### 代表
| ブラジル代表 | 国際Aマッチ | 国際Aマッチ |
| 年           | 出場        | 得点        |
| ------------ | ----------- | ----------- |
| 2024         | 1           | 0           |
| 通算         | 1           | 0           |